# Moravskobudějovický mikroregion
Sdružení obcí Moravskobudějovický mikroregion sdružuje obce v jižní části okresu Třebíč.
V mikroregionu leží několik kulturních a přírodních památek a zajímavostí, např. zámek Moravské Budějovice, kopec svatý Vít, Jakubovský potok a další.

## Obce sdružené v Mikroregionu
- Babice
- Cidlina
- Častohostice
- Dešov
- Dědice
- Domamil
- Hornice
- Jakubov u Moravských Budějovic
- Kojatice
- Komárovice
- Láz
- Lesná
- Lesonice
- Litohoř
- Lukov (okres Třebíč)
- Martínkov
- Meziříčko
- Moravské Budějovice
- Nimpšov
- Nové Syrovice
- Radkovice u Budče
- Vícenice
- Zvěrkovice
- Želetava